# Microtatorchis samoensis
Microtatorchis samoensis är en orkidéart som beskrevs av Rudolf Schlechter. Microtatorchis samoensis ingår i släktet Microtatorchis och familjen orkidéer. Inga underarter finns listade i Catalogue of Life.